# 255019 Fleurmaxwell
255019 Fleurmaxwell este un asteroid din centura principală, descoperit pe 10 octombrie 2005, de Matt Dawson.